# Scolelepis carunculata
Scolelepis carunculata är en ringmaskart som beskrevs av Blake och Kudenov 1978. Scolelepis carunculata ingår i släktet Scolelepis, och familjen Spionidae. Inga underarter finns listade i Catalogue of Life.